# Mason Ryan
Barri Griffiths (* 13. Januar 1982 in Porthmadog, Wales), besser bekannt unter seinem aktuellen Ringnamen Mason Ryan, ist ein walisischer Wrestler. Er stand bis Anfang 2014 bei der WWE unter Vertrag.

## Karriere

### Anfänge/Independent
Griffiths wurde von Orig Williams trainiert. 2007 debütierte er, als Celtic Warrior, bei All Star Wrestling in England. Es folgten Verpflichtungen bei verschiedenen Independent Promotions (z. B. Union Of European Wrestling Alliances oder International Pro Wrestling United Kingdom). Im November 2009 trat Griffiths bei der deutschen Promotion European Professional Wrestling auf. 

### WWE

#### Florida Championship Wrestling
Ende 2009 unterschrieb Griffiths einen Entwicklungsvertrag mit der WWE und wurde zuerst bei Florida Championship Wrestling (FCW) eingesetzt, wo er am 25. März 2010 als Mason Ryan debütierte. Am 22. Juli 2010 gewann er die FCW Florida Heavyweight Championship von Alex Riley. Am 3. Februar 2011 gab er den Titel an Bo Rotundo ab. 

#### RAW
Nachdem er Ende 2010 bei einigen House Shows der WWE auftrat, trat er am 17. Januar 2011 das erste Mal bei RAW auf und attackierte CM Punk und John Cena. Am selben Tag schloss sich Griffiths Punks Stable The New Nexus an. Dort war er bis zu einer Verletzung im Juni 2011 Mitglied. Ende April 2014 wurde er im Zuge einer Entlassungswelle von der WWE entlassen.

## Erfolge
- Florida Championship Wrestling

- 1× FCW Florida Heavyweight Champion

- Westside Xtreme Wrestling

- 1× wXw Shotgun Championship